# Tanagra (scultura)
Tanagra è una scultura in marmo policromo dell’artista francese Jean-Léon Gérôme, realizzata nel 1890. La scultura si ispira alle statuette policrome rinvenute nella città greca di Tanagra, in Beozia. L'opera oggi è esposta al museo d'Orsay, anche se gran parte della policromia della scultura si è persa con il tempo.

## Storia

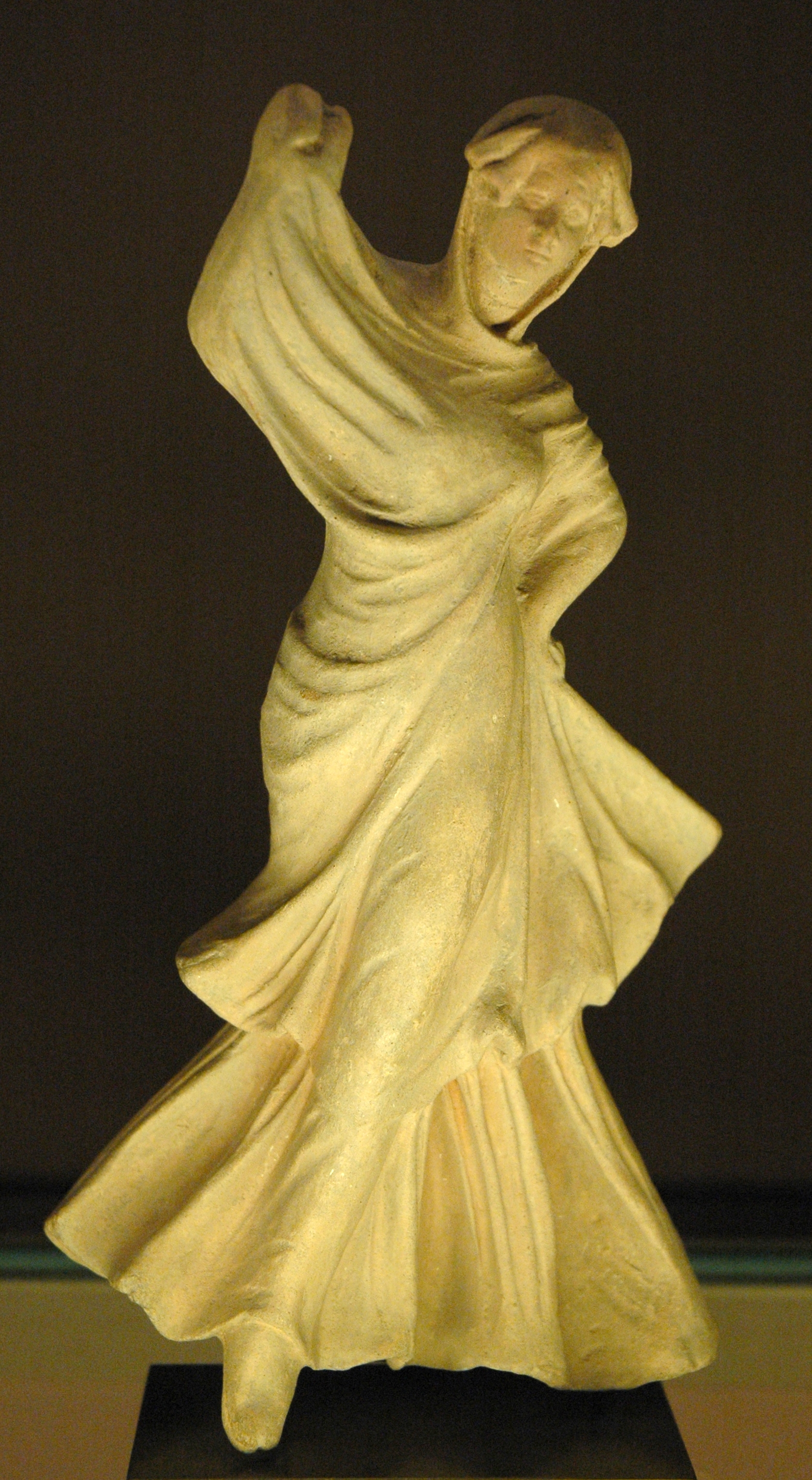
Una statuetta di Tanagra raffigurante una danzatrice velata, oggi conservata al museo del Louvre, a Parigi.

Nel dicembre del 1870, nel sito archeologico di Tanagra, in Grecia, furono rinvenute delle statuette di terracotta di età ellenistica con delle tracce di policromia. Questa scoperta confermò la teoria secondo la quale le statue dell'antichità erano colorate. Queste figure di terracotta, che non rappresentavano eroi o dèi ma gente comune, vennero esposte all'esposizione universale di Parigi del 1878, dove incantarono e affascinarono il pubblico. Le statuette di Tanagra divennero popolari e furono ben presto citate in alcune opere letterarie e teatrali, come nel romanzo Il ritratto di Dorian Gray e nell'opera teatrale Un marito ideale di Oscar Wilde e nel romanzo Alla ricerca del tempo perduto di Marcel Proust.
Nella sua lunga carriera Gérôme si era ispirato molto spesso al mondo classico ed egli rimase affascinato dalle figure di terracotta di Tanagra e dagli antichi abitanti della città che le realizzarono, a tal punto che decise, all'età di 66 anni, di scolpire una scultura policroma raffigurante la personificazione della fortuna, o Tiche, della città. Una volta finita, l'opera venne esposta al Salon del 1890. Successivamente, l'opera venne acquistata dallo stato francese e venne esposta nel museo del Lussemburgo, per poi essere esposta nel museo d'Orsay.

## Descrizione

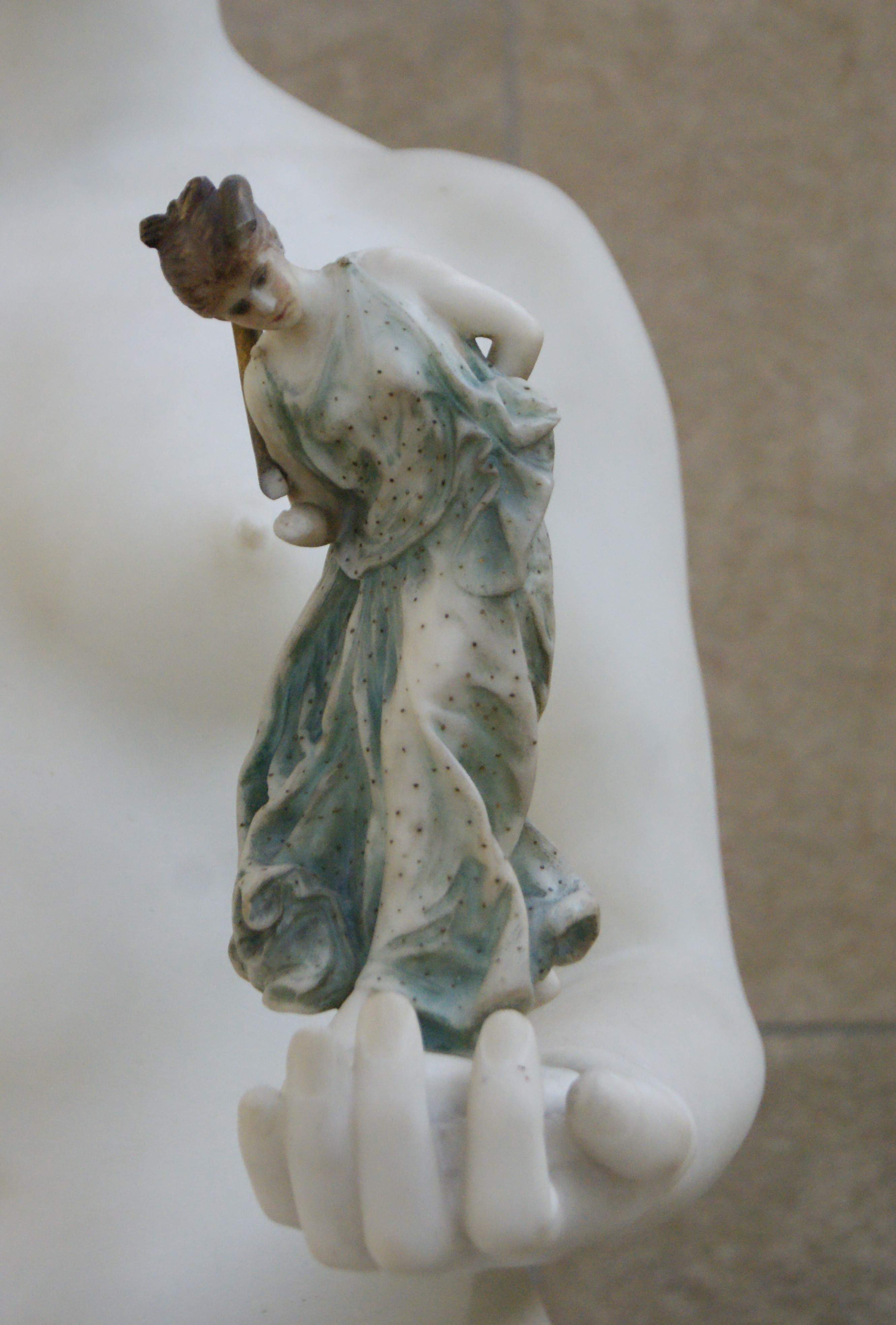
La statuetta policroma della danzatrice col cerchio, oggi mancante del braccio destro.

L'opera raffigura la personificazione della Tiche della città di Tanagra o della città stessa, la quale regge una statuetta raffigurante una danzatrice con un cerchio. La donna nuda siede rigidamente su un cumulo di roccia e ai suoi piedi si trova un piccone, uno strumento che simboleggia sia gli scavi archeologici nella città beota, sia l'attività di scultore di Gérôme. Alla base è presente la scritta ΤΑΝΑΓΡΑ, ovvero il nome della città in greco antico. Sul palmo della mano si trova una statuetta raffigurante una danzatrice con un cerchio, il quale si è rotto con il tempo, e che si ispira ad una vera statuina della città beota. Quindi Tanagra è una statua che ne regge un'altra. La figurina della danzatrice è più flessibile della donna che la regge, che è più rigida, e "abbassa la testa per farla passare attraverso l'anello dorato nella sua mano destra, tenendo una sfera d'oro nell'altra, mentre il suo vestito è mosso."
Ispirato dal desiderio di rendere realistica la propria statua e dall'accuratezza archeologica, Gérôme dipinse delicatamente la pelle, i capelli, le labbra e i capezzoli della sua Tanagra, causando un leggero scalpore quando espose l'opera al Salon del 1890. Un critico dell'epoca affermò che "se la scultura fosse rimasta sepolta per molto tempo, per poi essere ritrovata come un reperto archeologico, magari con un braccio rotto, sarebbe stata notata da tutto il mondo dell'arte e sarebbe stata definita una rivale della Venere di Milo per le sue caratteristiche vitali e l'anatomia sottile". Questa policromia si è persa per lo più a causa di una pulitura della scultura avvenuta negli anni 1950.

## Tanagranelle opere successive di Gérôme

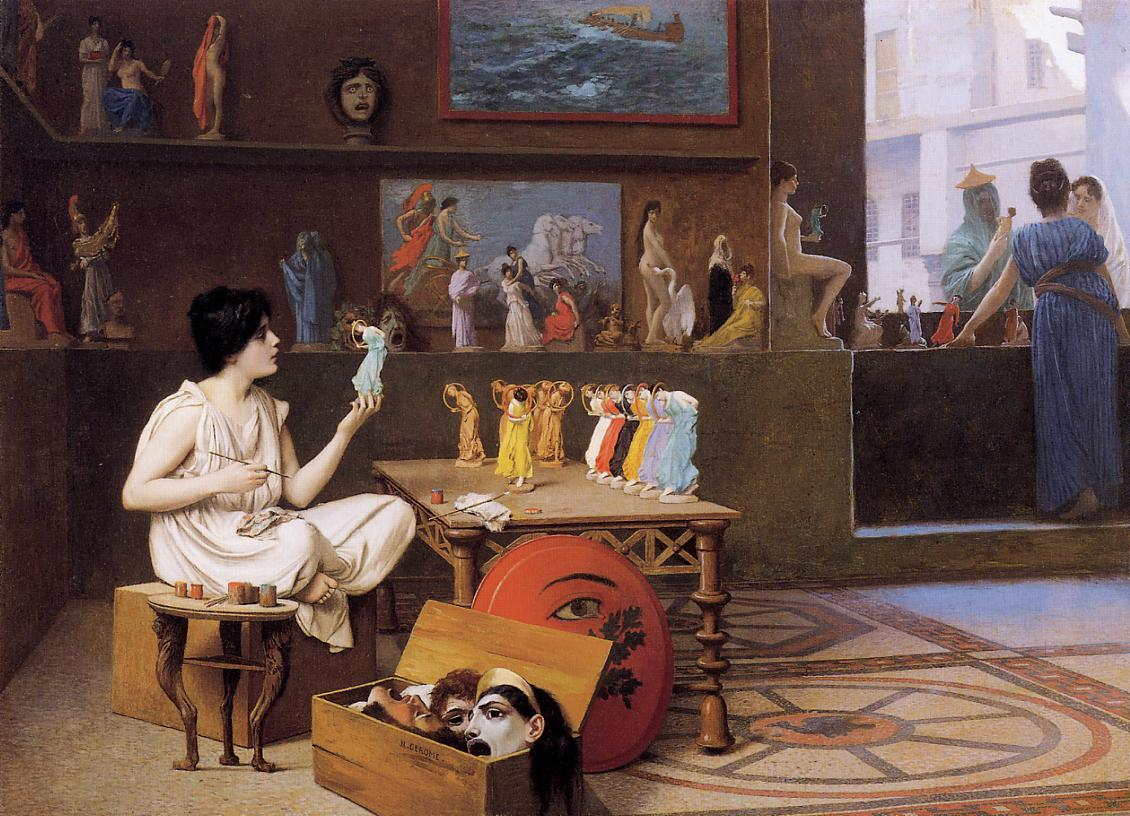
Jean-Léon Gérôme, Sculpturæ vitam insufflat pictura (La pittura dà vita alla scultura), 1893. Tanagra è presente tra le sculture di questo dipinto.

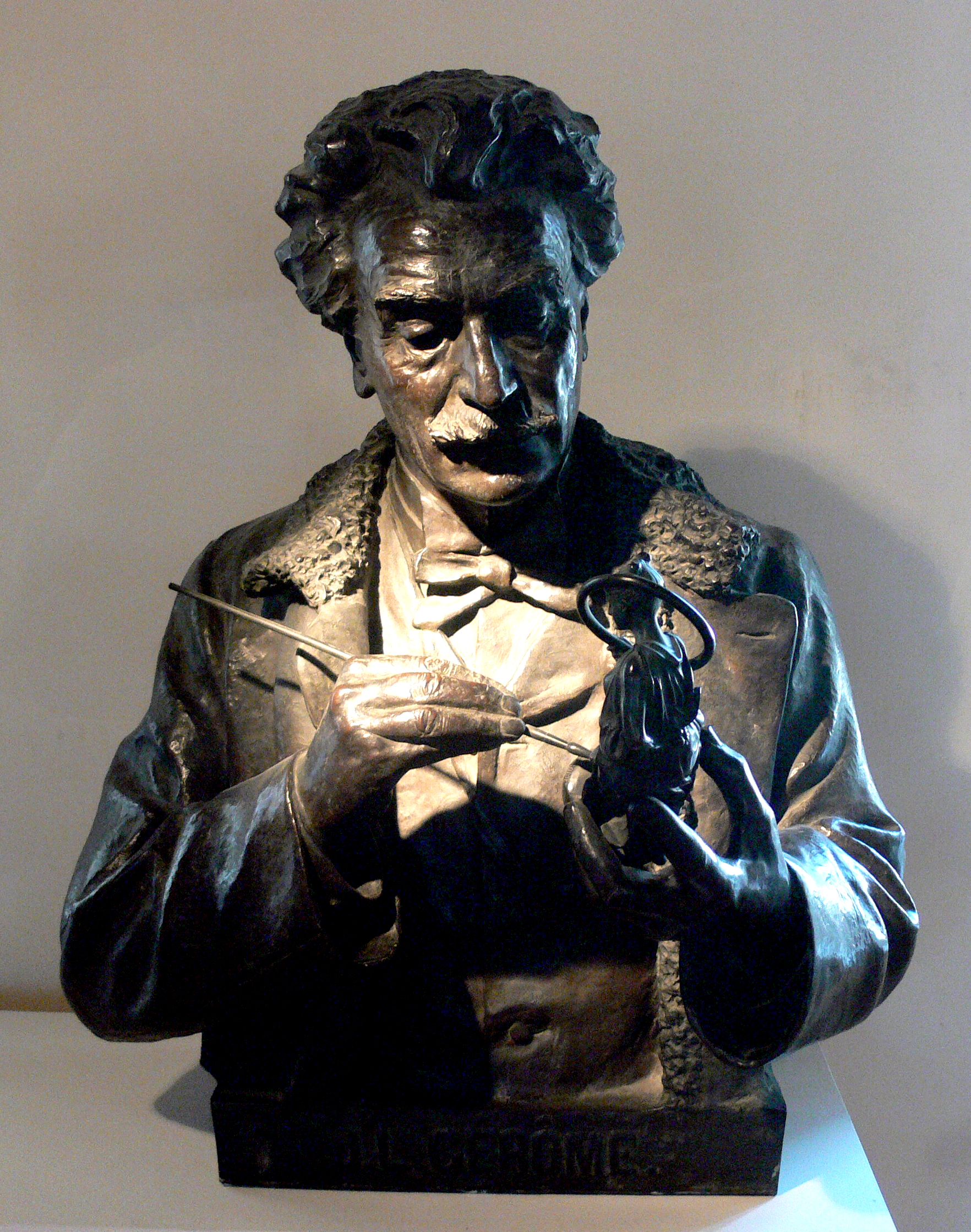
Léopold Bernhard Bernstamm, Gérôme polychromant Tanagra, 1897. Questo busto dello scultore Bernhard Bernstamm raffigura Gérôme che dipinge una delle copie della Danzatrice col cerchio.

Jean-Léon Gérôme in seguito creò e vendette varie copie della statuetta della Danzatrice col cerchio, rendendola un equivalente moderno delle statuette di Tanagra. L'artista più che dare vita alla carne scolpita stava reinventando le figurine prodotte in massa per l'epoca moderna.
Nel 1893, Gérôme creò due dipinti raffiguranti le botteghe di Tanagra nelle quali si realizzavano le figurine di terracotta. In entrambi i dipinti è presente una donna che dipinge delle copie della danzatrice col cerchio dello stesso Gérôme (si tratta di un anacronismo). Le statuette delle danzatrici vengono vendute, insieme ad altre figurine, a un gruppo di donne amanti dell'arte che danno un'occhiata alle statuine. In uno dei due dipinti, ovvero Sculpturæ vitam insufflat pictura del 1893, tra le statue della bottega è presente proprio la scultura Tanagra in dimensioni ridotte.
Inoltre, questo dipinto dove una giovane artigiana è impegnata a dipingere un servizio di dodici "danzatrici col cerchio" potrebbe essere una pubblicità scherzosa per le vere figurine della danzatrice vendute da Gérôme. Infatti l'artista vendeva le statuette grazie all'aiuto di suo suocero Adolphe Goupil.

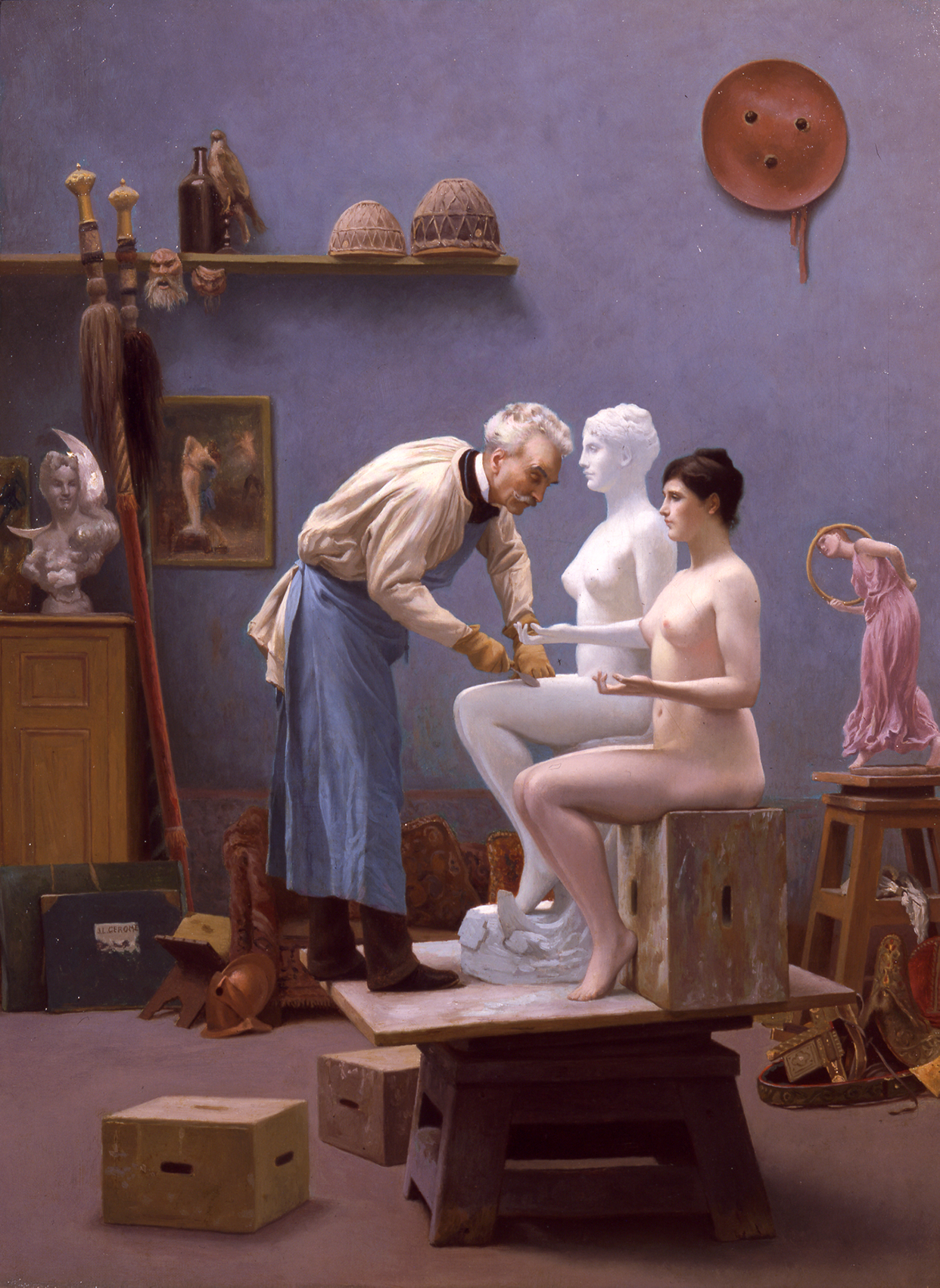
Jean-Léon Gérôme, L'artiste et son modèle, 1894

Nel 1890 e nel 1894, Gérôme dipinse due versioni di uno stesso dipinto raffigurante sé stesso che lavorava nel suo studio per la realizzazione della scultura Tanagra: il primo si trova al museo d'arte Dahesh di Nuova York, il secondo al museo Haggin di Stockton, in California. I due quadri sono molto simili ma differiscono per qualche dettaglio.
In questi autoritratti Gérôme scolpisce Tanagra partendo da una modella seduta nella stessa posa rigida della statua, anche se con il palmo della mano vuoto. Dietro la modella è presente una versione più grande della statuetta della danzatrice, come quelle vendute dall'artista stesso. In entrambi i dipinti è appesa al muro una delle due versioni del quadro Pigmalione e Galatea, realizzato da Jean-Léon Gérôme nel 1890. Gérôme qui modella una statua a partire da una donna vera, dandole "vita", mentre nel mito di Pigmalione lo scultore raffigurava una statua che poi prendeva vita, diventando una donna vera.

## Altre versioni
Esistono altre versioni e copie dell'opera: una in bronzo dorato si trova al museo d'arte di Phoenix, negli Stati Uniti d'America, un'altra venne venduta all'asta da Sotheby's nel 2011 per 150.000 sterline e un'altra ancora venne venduta all'asta nel 2017 per 50.000 dollari.
Inoltre, nel museo Haggin, in California, è conservata una delle copie in bronzo della Danzatrice col cerchio.